# Tommaso Campanella

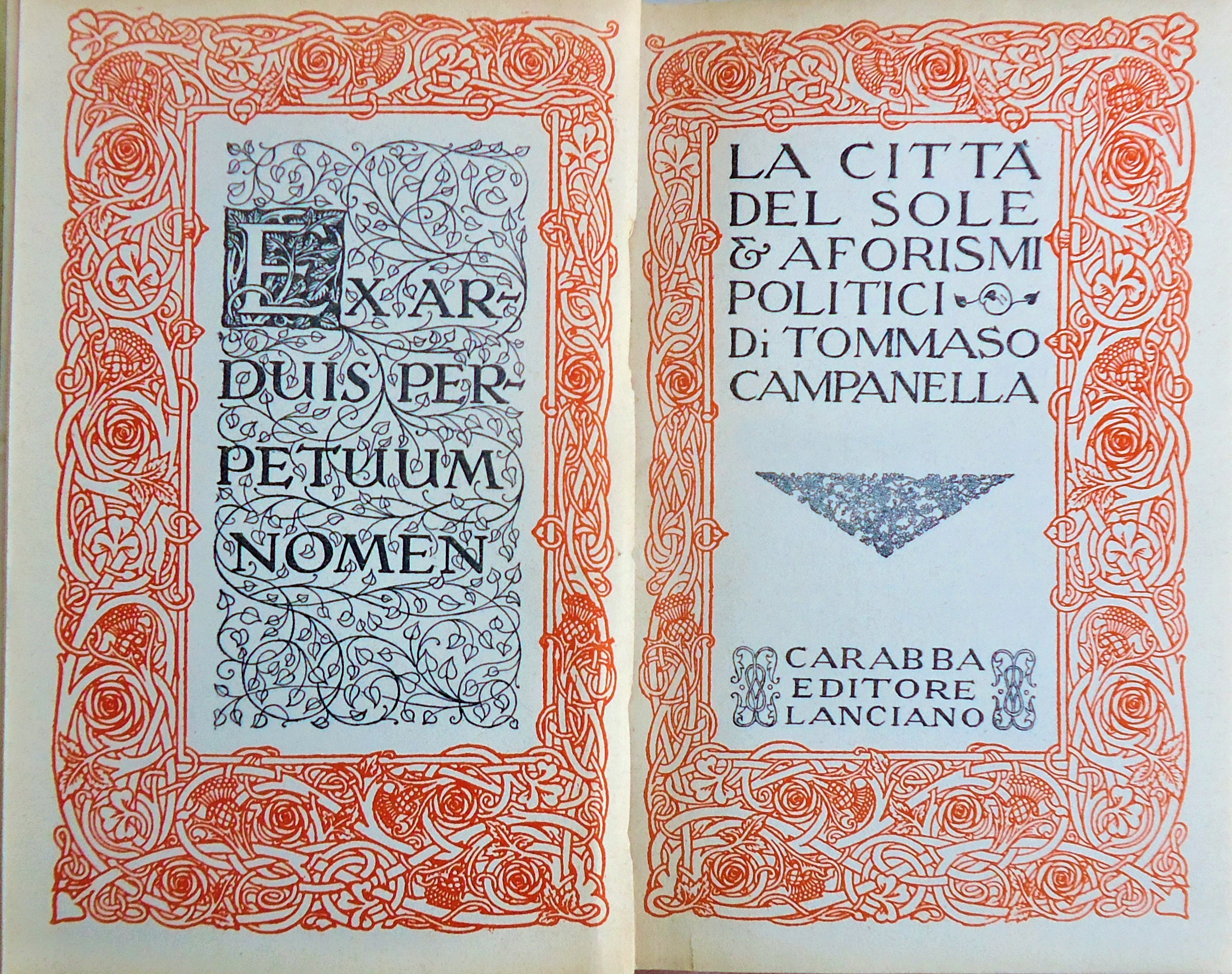

Tommaso Campanella (Stilo, Calàbria, 5 de setembre de 1568 - París, 21 de maig de 1639) va ser un eclesiàstic, poeta i filòsof italià.
Va ser processat per la Inquisició romana per heretgia el 1594 i va ser confinat a arrest domiciliari durant dos anys. Acusat de conspirar contra els governants espanyols de Calàbria el 1599, va ser torturat i enviat a la presó, on va passar 27 anys. Durant aquesta època va escriure les seves obres més significatives, com La ciutat del sol, una utopia que descriu una societat teocràtica igualitària on la propietat es manté en comú.

## Biografia
Nascut a Stilo, fill d'una humil família de pagesos i nen prodigi, va ingressar als 14 anys a l'orde dels dominics, moment en què canvià el seu nom de Joan Domènec pel de Tomàs en honor a Tomàs d'Aquino. L'afany de saber el va portar a llegir de tot: astrologia, ciències ocultes, textos profètics, al costat de filosofia, de ciències natural, etc. Sense mirar si determinats llibres eren permesos o no pel Sant ofici. Dins la seva orde va rebre una formació en línia amb la tradició de la filosofia aristotèlica-tomista. Diverses lectures l'allunyaren d'aquest posicionament, especialment sota l'influx del sensualisme de Bernardíno Telesio (1509–1588), que ensenyava que el coneixement és sensació i que totes les coses de la natura posseeixen sensació. Campanella va escriure la seva primera obra, Philosophia sensibus demonstrata ('Filosofia demostrada pels sentits'), publicada el 1592, en defensa de Telesio.
El 1590 es trobava a Nàpols on s'inicià en astrologia; les especulacions astrològiques esdevindrien una constant en els seus escrits. Les opinions heterodoxes de Campanella, especialment la seva oposició a l'autoritat d’Aristòtil, el van posar en conflicte amb les autoritats eclesiàstiques. Denunciat a la Inquisició romana, va ser detingut a Pàdua l'any 1594 i citat davant el Sant Ofici a Roma, va ser confinat en un convent fins a 1597. Aquesta desviació doctrinal li comportà, entre 1581 i 1597, quatre processos acusat d'heretgia dels quals aconseguí reeixir. Fets que l'impel·liren a marxar de Calàbria i residir a successivament a Florència, Pàdua, Roma i Nàpols. La seva defensa de Galileu s'indisposà amb la Inquisició. Retornà a Calàbria per una decisió inquisitorial que l'obligà a residir al seu convent original a Stilo. On va reviure la vida de misèria i dificultats de la majoria de gent i que sempre l'havien empès a proposar una reforma social.
Després del seu alliberament, Campanella va tornar a Calàbria, on va ser acusat de liderar una conspiració contra el domini espanyol a la seva ciutat natal d'Estilo. L'objectiu de Campanella era establir una societat basada en la comunitat de béns i esposes, ja que a partir de les profecies de Joaquim de Fiore i de les seves pròpies observacions astrològiques, va preveure l'adveniment de l'Edat de l'Esperit l'any 1600.Traït per dos dels seus companys conspiradors, va ser capturat el 1599 i empresonat a Nàpols, on va ser torturat al bastidor. Finalment, Campanella va confessar plenament i hauria estat assassinat si no hagués fingit bogeria i no s'hagués incendiat la cel·la. Va ser torturat més, un total de set vegades. El virrei espanyol i la jerarquia eclesiàstica, el 1602, el condemnaren a cadena perpetua. Fou empresonat al Castell Nou de Nàpols durant un llarg període de vint-i-set anys. Va ser durant aquest empresonament que dedicà totes les energies a la producció literària en camps de la filosofia, la teologia, la política i l'astrologia. També a refer les obres confiscades per la Inquisició. Produccions que incrementaren el seu prestigi internacionalment. Fins i tot des del tancament de la presó, Campanella va aconseguir influir en la història intel·lectual de principis del segle xvii, mantenint contactes epistolars amb filòsofs i científics europeus, cercles culturals napolitans i comissaris de Caravaggio. Durant la seva detenció, va escriure les seves obres més importants: La monarquia d'Espanya (1600), Aforismes polítics (1601), Atheismus triumphatus (Ateisme conquerit, 1605–1607), Quod reminiscetur (1606?), Metafisica (1609–1623), Theologia (1613–1624) i la seva obra més famosa, La ciutat del sol (escrit originalment en italià el 1602; publicat en llatí a Frankfurt (1623) i més tard a París (1638). Després de múltiples gestions i la intervenció del papa Urbà VIII, finalment fou alliberat.

Va defensar Galileo Galilei en el primer judici de Galileu amb la seva obra La defensa de Galileu (escrita el 1616, publicada el 1622). El 1632, abans del segon judici de Galileu, Campanella va escriure a Galileu: 
| « | Al meu gran disgust he sentit que els teòlegs enfurismats de la Congregació pretenen prohibir els diàlegs de Vostra Excel·lència, i [que] no hi serà present ningú que entengui matemàtiques o coses recòndites. Tingueu en compte que, si bé, Excel·lència, afirma que era apropiat prohibir la teoria del moviment de la terra, no esteu obligat a creure que les raons dels que us van contradir són bones. Aquesta és una regla teològica, i ho demostra el segon Concili de Nicea que va decretar que Angelorum imagines depingi debent, quam'am vere corporei sunt (Les imatges dels àngels s'han de representar tal com són en la carn): mentre que el decret és vàlid, el raonament que hi ha darrere no ho és, ja que tots els estudiosos d'avui diuen que els àngels són incorporis. Hi ha moltes altres raons fonamentals. Em temo la violència de la gent que no ho entén. El nostre Papa fa molt de soroll en contra d'això i parla com a Papa, però no n'has sentit a parlar ni pots pensar-hi. En la meva opinió, Excel·lència, hauria d'escriure al Gran Duc de Toscana, que com que estan posant dominics, jesuïtes, teatins i sacerdots seglars que estan en contra dels vostres llibres en aquest concili, també ens admetin el pare Castelli i jo. | » |

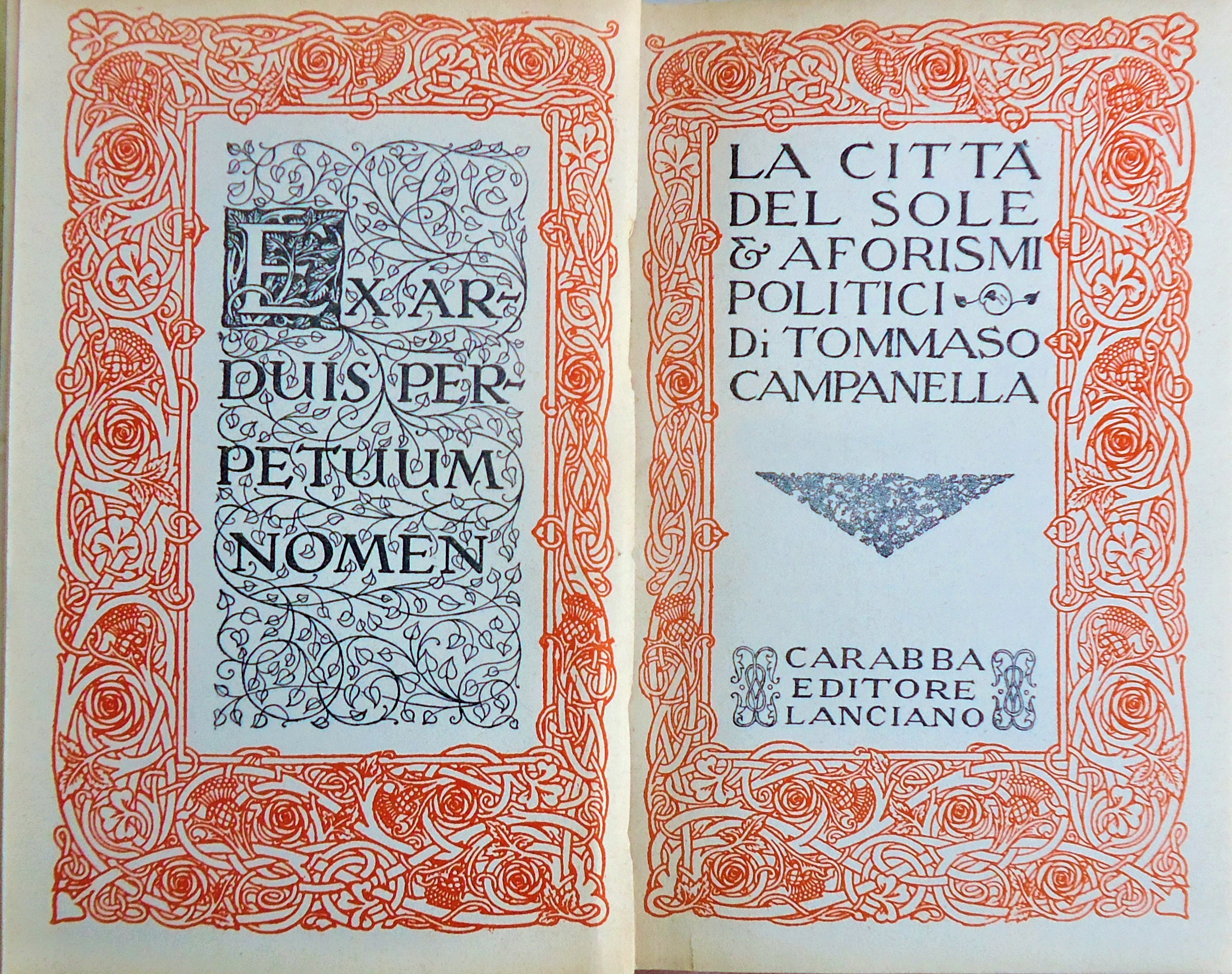
Tommaso Campanella, La Città del Sole, Carabba, 1915

Residí un temps a Roma, però fou objecte d'hostilitats pels seus plantejaments així com d'una possible extradició a Nàpols. Retingut durant un temps pel Sant Ofici, Campanella va ser restaurat a la llibertat total el 1629, ja que Urbà necessitava molt de les habilitats màgiques de Campanella per protegir-lo dels perills de dos propers eclipsis. Els enemics del Papa van pensar que podien aprofitar-se de la seva credulitat, i van predir amb confiança que els eclipsis de 1628 i 1630 segurament anunciaven la desaparició del Papa. Campanella va posar en pràctica les pràctiques de màgia natural descrites en el seu breu tractat De siderali fato vitando (Com evitar el destí dictat per les estrelles). La màgia de Campanella va funcionar i el Papa va sobreviure. A canvi, aquest últim va permetre al mag establir una escola a Roma per predicar les seves idees, tot ignorant les seves flagrants heretgies. Va viure cinc anys a Roma, on va ser assessor d'Urbà en matèria astrològica.
El 1634, una nova conspiració a Calàbria, dirigida per un dels seus seguidors, amenaçava de nous problemes. Amb l'ajuda del cardenal Barberini i de l'ambaixador francès de Noailles, va fugir a França, on va ser rebut a la cort de Lluís XIII amb marcat favor. Protegit pel cardenal Richelieu i concedit una pensió pel rei, va passar la resta dels seus dies al convent de Sant-Honoré a París. En uns temps en què el regne de França mantenia una forta oposició política vers la monarquia espanyola. També fou ben acollit pels cercles literaris i científics francesos, tot i la sorpresa que despertaven algunes idees visionàries de Campanella. La seva darrera obra va ser un poema que celebrava el naixement del futur Lluís XIV (Ecloga in portentosam Delphini nativitatem).El 1639 morí a Paris Tomasso Campanella.
De sensu rerum et magia (1620) de Campanella va inspirar en part la primera narració completa en anglès, The Golden Spy (1709) de Charles Gildon.
L'historiador John Headley va descriure Campanella com un home que es va esforçar per desestabilitzar les forces regnants del que va identificar com a tirania, sofisme i hipocresia i per sacsejar el món cap a un nou ordre.

## Pensament, política i ideals

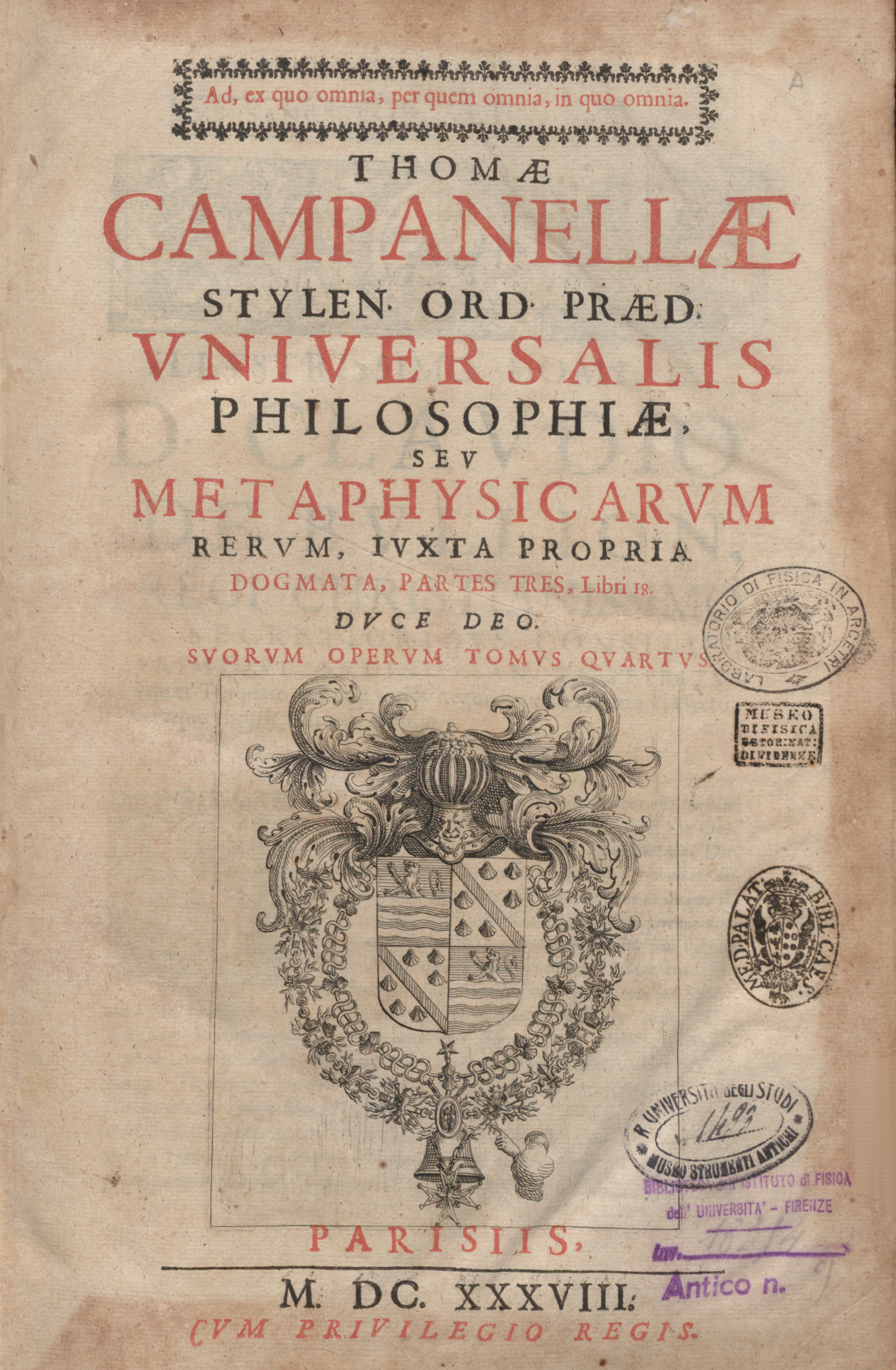
Metaphysica, 1638

Admirador de Joaquim de Fiore i Bernardino Telesio, dos heterodoxos, i coneixedor de la magia lligada al judaisme (en la qual va ser iniciat per un rabí a Nàpols), el seu pensament va atreure ben aviat l'atenció de la Inquisició, que va condemnar les seves idees.
La seva filosofia afirma que tots els éssers tenen capacitat de relacionar-se amb l'exterior amb els sentits, fins i tot els inanimats, per això l'experiència ha de ser la base de qualsevol coneixement. L'ésser humà a més a més compta amb l'ànima, que posseeix un autoconeixement innat i el guia en la recerca del saber. Per evitar els conflictes, les persones s'han de sotmetre a un únic poder universal, el del Papa, i viure segons els preceptes utòpics exposats a la seva obra La ciutat del sol (basats en una teocràcia sense propietat privada)
A aquesta Civitas solis, appendix Politiae, Idea reipublicae philosophicae, publicada el 1623', exposà com organitzar aquest estat ideal governat pel poder, la saviesa i l'amor. Obra que, escrita com una utopia, té un objectiu pragmàtic i polític. La idea central de Campanella és cercar la via per assolir una societat organitzada de tot el gènere humà que veu com la forma «més feliç i senzilla» que podia concebre's. En una república on béns, educació, treball, aliments, i altres recursos són comuns. Única manera d'evitar l'instint de possessió i rapinya origen de tantes guerres. Fonamentada en el pensament i la raó que és allò que caracteritza i diferència a l'èsser dels animals. Un poderós alçaprem que pot fer que aquest ésser humà, es converteixi en el constructor del món i senyor de tota cosa.
Tommaso Campanella dissenyà a la seva obra un model d'organització politico-social adreçat no sols a Europa sinó a tota la humanitat. Considerava que la separació del món en diferents estats era una de les causes fonamentals dels problemes de la humanitat. Per superar aquesta situació calia unir tots els pobles mitjançant la construcció d'un nou ordre mundial que havia d'estar basat en la unitat social, política i religiosa. Un plantejament que era contrari al moviment coetani de construir grans i forts estats com Espanya, França o la Gran Bretanya. El dominic i filòsof calabrès,que coneixia de ben a prop la situació real de la majoria de la població, pretenia posar remei a les desgràcies de la humanitat mitjançant la instauració d'un ordre nou que portaria la pau universal en establir una única i suprema autoritat per a tots els pobles, la saviesa dels quals la faria obrar bé i justament.
Igual que altres autors utòpics com Thomas More o Denis Vairasse d'Alais, Tommaso Campanella també es va interessar per la qüestió lingüística a la imaginada i desitjada societat perfecta.

## Obres més destacades
- Philosophia sensibulus demonstrata (1591)
- Del senso delle cose e della magia (1620)
- Apologia pro Galileo, mathematico Florentino (1622)
- Atheismus triumphatus (1631)
- Monarchia messiae (1633)
- Disputationum in quator partes suae philosophia reales libri quator (1637)
- Epilogo magno
- Theologicorum libri XXX
- Civitas solis